# Wilhelm Knappich
Wilhelm Knappich (9 oktober 1880 - 28 december 1970) was een Oostenrijks astroloog.
Knappich was directeur van een bibliotheek in Wenen en daarnaast astroloog. Na zijn pensionering in 1933 kon hij zich volledig met astrologie bezighouden. Zijn aandacht ging vooral uit naar historische en technische achtergronden van die astrologie. Hij werkte samen met Walter Koch, onder andere op het gebied van de astrologische huizen.

## Gedeeltelijke bibliografie (alleen boeken)
- 1948, Die Astrologie im Weltbild der Gegenwart.
- 1951, Der Mensch im Horoskop.
- 1959, Horoskop und Himmelshäuser - Grundlagen und Altertum, samen met Walter Koch.
- 1967, Geschichte der Astrologie.
- 1978, Entwicklung der Horoskoptechnik vom Altertum bis zur Gegenwart, postume uitgave.